# Верхньоцасучейське сільське поселення
Верхньоцасуче́йське сільське поселення (рос. Верхнецасучейское сельское поселение) — сільське поселення у складі Ононського району Забайкальського краю Росії.
Адміністративний центр та єдиний населений пункт — село Верхній Цасучей.

## Населення
Населення сільського поселення становить 841 особа (2019; 945 у 2010, 1007 у 2002).